# 新潟県道288号勝木停車場線
新潟県道288号勝木停車場線（にいがたけんどう288ごう がつぎていしゃじょうせん）は、新潟県村上市内を通る一般県道である。

## 概要

### 路線データ
- 起点：新潟県村上市勝木字宮ノ下（勝木駅）
- 終点：新潟県村上市勝木（がつぎ）（国道7号交点）

## 接続する道路
- 村上市道（起点：村上市勝木字宮ノ下、勝木駅前）
- 国道7号（終点：勝木駅前交差点）

## 周辺
- JR東日本羽越本線 勝木駅
- 医療法人徳洲会[1]
- 村上市立さんぽく南小学校
- 新潟漁業協同組合 山北（さんぽく）支所
- 鉾立岩
- 寝屋漁港
- 碁石海水浴場